# トレント・ロヴェレート近現代美術館
トレント・ロヴェレート近現代美術館 (Museo d'Arte Moderna e Contemporanea di Trento e Rovereto)、略称 MARTは、イタリア共和国トレント自治県のロヴェレートにある近代美術と現代美術を扱う美術館である。

## 歴史
美術館の案はトレント地方の未来派の巨匠フォルトゥナート・デペーロ (Fortunato Depero)の収集と1991年に出来たトレント県立美術館を継承している。
2002年12月15日にMARTはようやく一般公開された。
建物はティチーノ州の建築家のマリオ・ボッタによるもので、古典的な形状（特にパンテオンのような大きなクーポラ）と「未来派」の材料（そのクーポラは鋼鉄とアクリル樹脂）に着想を得ており、展示される美術と同じ特徴となっている。
MARTの常設展示は約10000点の絵画、デッサン、彫刻などで特に重要な物としては20世紀の前衛作品である。ロヴェレート出身の未来派フォルトゥナート・デペーロの数多くの作品が展示されている。
さらにMARTは特別展示も頻繁に行っている。

## コレクション

軍病院 (1916) アドリアーナ・ビシ・ファッブリ
ペンダントを付けた女性 アメデオ・モディリアーニ
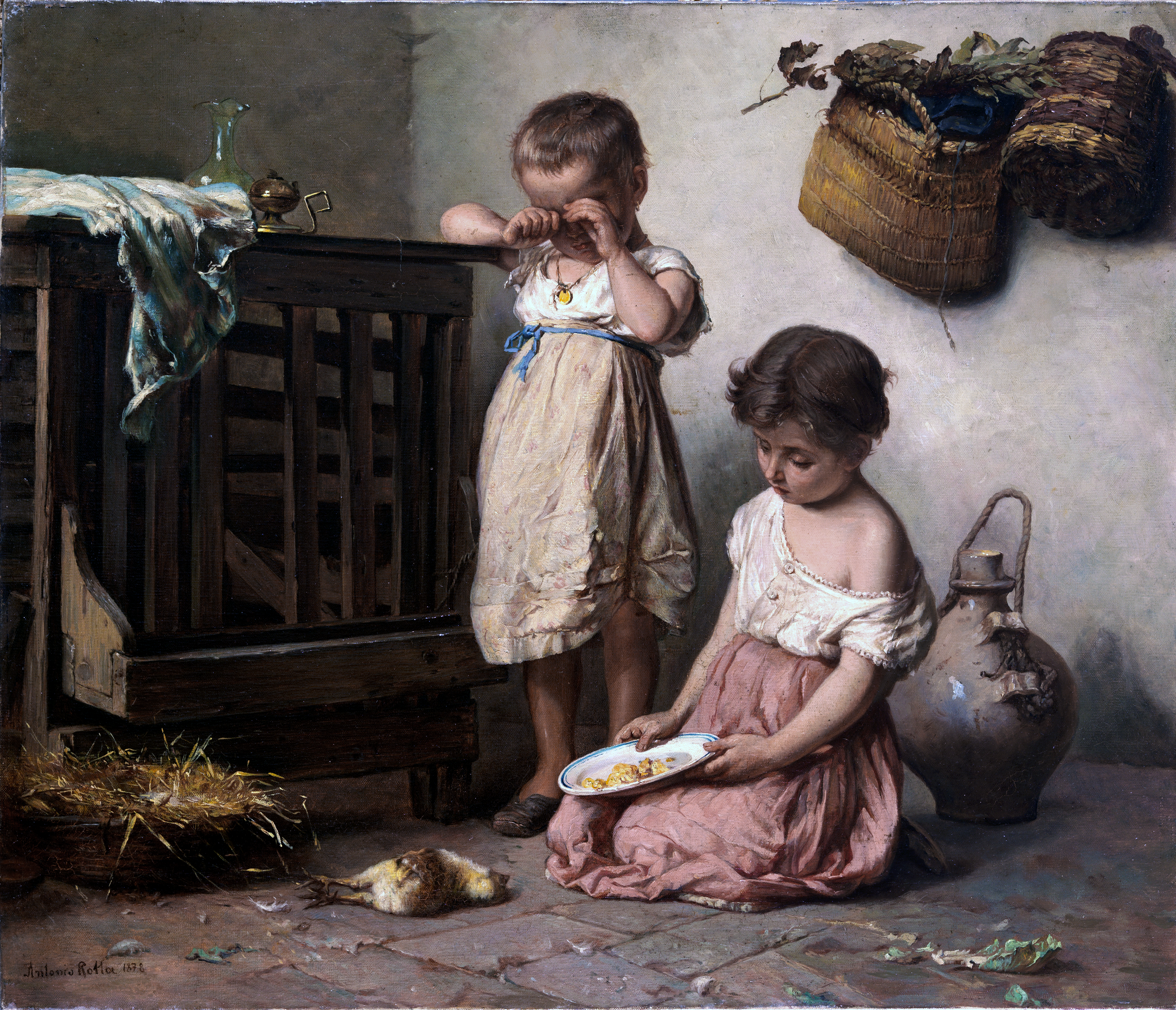
「ひよこの死」 アントニオ・ロッタ
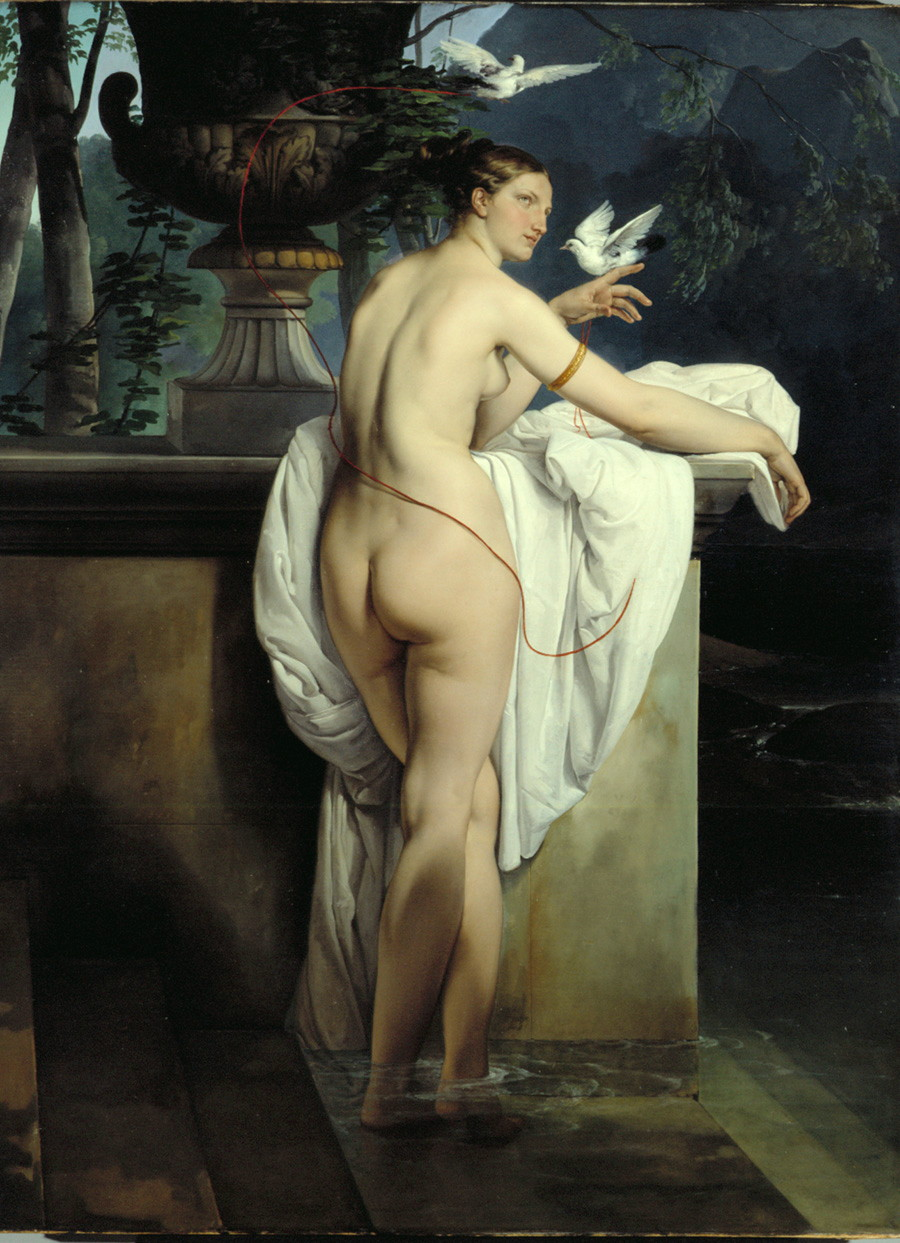
Venere che scherza con due colombe フランチェスコ・アイエツ
Cavalleggeri in avanscoperta ジョヴァンニ・ファットーリ